# 19. Armee (Deutsches Kaiserreich)

Standarte eines Stabes eines Armeeoberkommandos (1871–1918)

Als 19. Armee / Armeeoberkommando 19 (AOK 19) wurde ein Großverband und die dazugehörige Kommandobehörde des deutschen Heeres während des Ersten Weltkrieges (1914–1918) bezeichnet. Sie umfasste jeweils mehrere Armee- oder Reservekorps sowie zahlreiche Spezialtruppen.

## Geschichte
Anfang 1918 verstärkte die Oberste Heeresleitung die deutschen Streitkräfte an der Westfront für eine geplante Offensive (→ Deutsche Frühjahrsoffensive 1918). Dazu wurden Truppen von der Ostfront herangebracht, die dort nach dem Zusammenbruch der Zarenreiches nicht mehr benötigt wurden. Im Zuge der Umstrukturierung wurde zwischen der Armeeabteilung C und der Armeeabteilung A das bisherige Armeeoberkommando der aufgelösten Südarmee eingeschoben. Dieses wurde ab dem 8. Februar 1918 als Armeeoberkommando 19 bezeichnet. Es bezog ein Hauptquartier in Saint-Avold. Nach dem Abschluss des Waffenstillstandes von Compiègne zog sich die 19. Armee ab dem 15. November 1918 zurück, bis sie am 24. November 1918 in Maulbronn eintraf. Dort wurde der Verband später aufgelöst.

## Verweise
→ Hauptartikel: Armee (Deutsches Kaiserreich)